# Sohle (Bergbau)
Als Sohle bezeichnet man im Bergbau ein Höhenniveau (eine meist horizontale Ebene) eines Bergwerks, auf dem Grubenbaue aufgefahren sind. Auch die Begrenzungsfläche eines söhligen (waagerechten) oder geneigten Grubenbaus mit der kürzesten Entfernung zum Erdmittelpunkt, im Allgemeinen also dessen „Fußboden“, wird im Bergbau als Sohle bezeichnet. Im Tunnelbau stehen die Begriffe Sohle beziehungsweise Sohlplatte für den Boden des Bauwerks.

## Sohle als Grubenbau
Sohlen werden bei der Ausrichtung einer Lagerstätte mittels Schächten im Tiefbau aufgefahren. Die Sohlen eines Bergwerkes stellen im übertragenen Sinne einzelne Stockwerke dar, mit denen das Gebirge unterteilt wird. Der Vorteil der Ausrichtung mittels Sohlen gegenüber Ausrichtung mittels Stollen ist, dass man die seigeren Abstände der Sohlen untereinander nach technischem Ermessen bestimmen kann. Früher lagen die Sohlenabstände, je nach Lagerstätte, zwischen 30 und 80 Metern. Heute haben beispielsweise im Ruhrbergbau die Sohlen untereinander einen Abstand von 100 Metern und mehr. Es können durch die einzelnen Sohlen Abschnitte in der Lagerstätte erstellt werden, die dem Abbau der Lagerstätte, der Förderung, der Bewetterung und der Wasserhaltung dienen. Auf jeder Sohle gibt es ein Hauptstreckennetz, das unterteilt ist in Strecken und Querschläge. Man unterscheidet zwischen Einsohlenbau und Mehrsohlenbau. Beim Mehrsohlenbau sind immer mindestens zwei Sohlen im Betrieb, eine Fördersohle und eine Wettersohle. Als Wettersohle dient dabei immer die obere Sohle. Der Gebirgskörper, der sich zwischen zwei Sohlen im Bereich eines Querschlags befindet, wird als Querschlagabteilung bezeichnet. Voraussetzung ist dabei, dass der im Gebirgskörper vorhandene Mineralvorrat von dem gleichen Querschlag aus gelöst und abgefördert wird. Sohlen werden oftmals ihrer Aufgabe entsprechend bezeichnet. Neben der Förder- und der Wettersohle gibt es auch die zum Zweck des Abbaus der Lagerstätte bestimmte Bausohle oder Abbausohle. Als Maschinensohle oder Sumpfsohle bezeichnet man die Sohle, auf der das Grubenwasser gesammelt wird. Als Mittelsohle oder Teilsohle bezeichnet man Sohlen, die zwischen den Hauptsohlen angelegt werden.

### Ausrichtung
Bei der Ausrichtung der einzelnen Sohlen muss auf die örtlichen Gegebenheiten Rücksicht genommen werden. Besonders beim Ansetzen der ersten Tiefbausohle muss auf bereits vorhandene Stollen geachtet werden. Wird die erste Tiefbausohle zu dicht unter einem bereits vorhandenen Stollen angesetzt, kann es zum Einbrechen des Stollens kommen. Auch ist es möglich, dass das vom Stollen abgeleitete Wasser durch Klüfte und Spalten in den Tiefbau dringt. Ebenfalls problematisch sind wasserreiche Gebirge und schwimmende Gebirgsschichten. Nach Möglichkeit werden die Sohlen so erstellt, dass sie wassertragend sind. Dadurch wird vermieden, dass das auf der jeweiligen Sohle anfallende Grubenwasser zu den tieferen Sohlen durchdringt.

### Teilsohlen
In manchen Lagerstätten ist es oftmals nicht möglich, die Lagerstätte nur über wenige Hauptsohlen auszubeuten. Insbesondere, wenn die Abstände der Hauptsohlen zueinander sehr groß sind, lässt sich der Gebirgskörper für den Abbau nicht genügend unterteilen. Hier ist es dann erforderlich, eine entsprechende Anzahl von Teilsohlen auszurichten. Diese Teilsohlen sind meistens kurz und werden auch nur über einen Ortsquerschlag oder Teilsohlenquerschlag ausgerichtet. Es werden in der Regel hierbei keine Richtstrecken ausgerichtet. Dadurch bedingt haben die einzelnen Teilsohlenquerschläge der verschiedenen Abteilungen keine Verbindung untereinander. Je nach Lagerstätte ist die Anzahl der Teilsohlen in den einzelnen Abteilungen unterschiedlich. Es kann sein, dass in der einen Abteilung eine Teilsohle ausreicht, aber gleichzeitig müssen in der anderen Abteilung mehrere Teilsohlen erstellt werden. Die Teilsohlen der einzelnen Abteilungen liegen auch oftmals in unterschiedlichen Teufen. Die Teilsohlen müssen für die Wetterführung, für die Förderung und die Fahrung mit den Hauptsohlen verbunden sein. Die Verbindung mit der Hauptsohle erfolgt durch Förderberge oder Blindschächte. Teilsohlen werden im Kalibergbau bei steiler Lagerung und im Erzbergbau bei mächtigen steilstehenden Lagerstätten verwendet. Eine besondere Anwendung finden Teilsohlen beim Teilsohlenbruchbau. In der mäßig geneigten und der flachen Lagerung werden Teilsohlen nicht verwendet.

## Sohle als Niveau

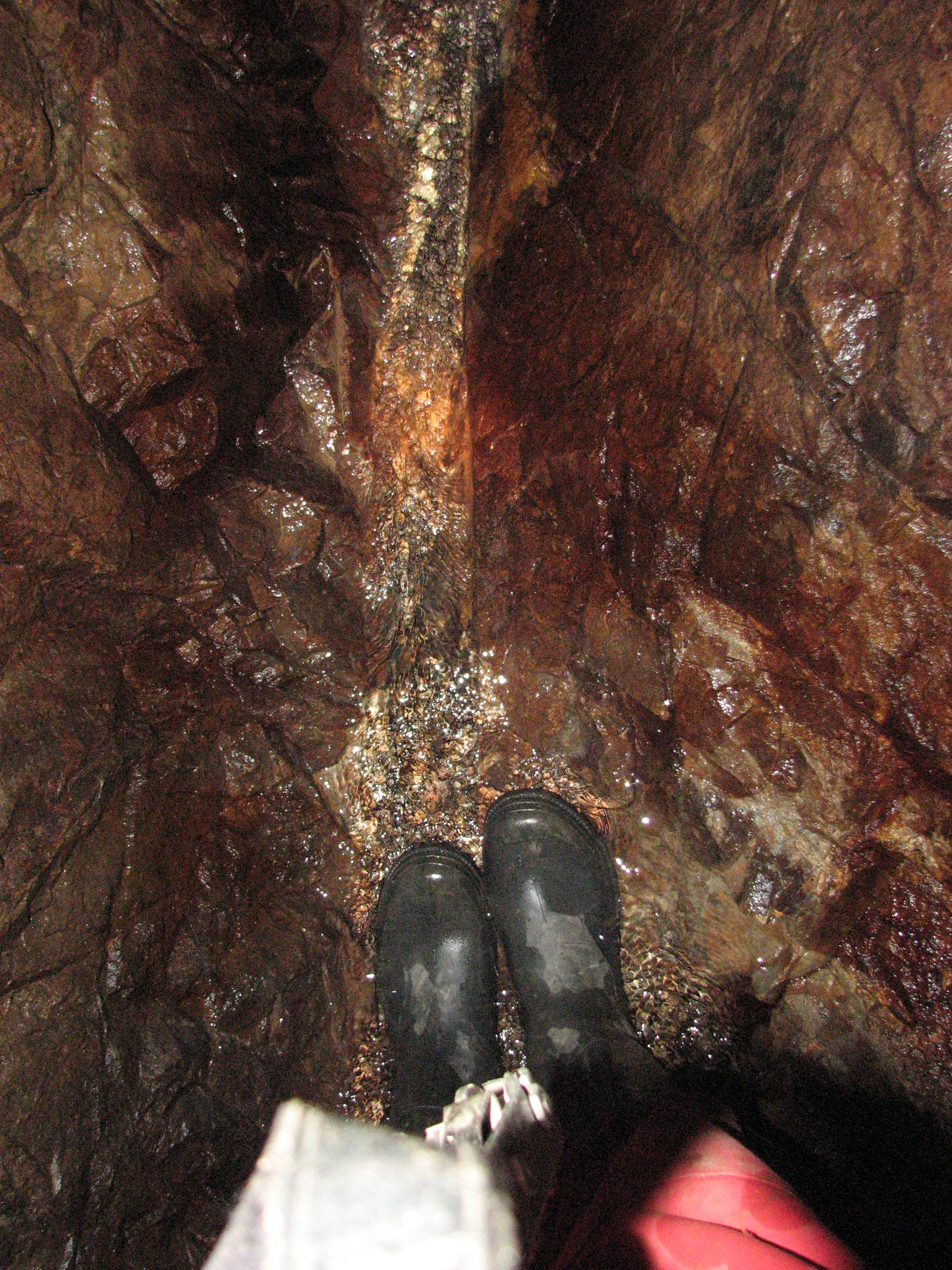
Zur besseren Wasserlösung vertiefte Stollensohle, 16.–17. Jahrhundert

Hierbei definiert der Bergmann mit Begriff Sohle die untere Begrenzungsfläche eines Grubenbaus. Entsprechend dem Grubenbau nennt der Bergmann die Sohle dann Streckensohle, Stollensohle oder Schachtsohle. Dabei ist es unerheblich, ob die Begrenzungsfläche eine schiefe oder horizontale Ebene bildet. Im Stollenbau wird zur Niveaubestimmung der Lagerstätte die Stollensohle des untersten Stollens als Bezugspunkt herangezogen. Dabei ist die Stollensohle des untersten Stollens der Punkt, bis zu welchem das Wasser der Lagerstätte auf natürliche Weise abgeführt werden kann. Alle Lagerstätteninhalte werden bei ihrer Lagebestimmung entweder als oberhalb oder unterhalb der Stollensohle liegend bezeichnet. Über der Stollensohle kann im Stollenbau abgebaut werden, darunter nur im Tiefbau, bei dem eindringendes Wasser hochgeschöpft werden muss.